# 8e étape du Tour de France 2016
Pour un article plus général, voir Tour de France 2016.
La 8e étape du Tour de France 2016 s'est déroulé le samedi 9 juillet 2016 entre Pau et Bagnères-de-Luchon sur une distance de 184 kilomètres.

## Parcours
Au départ de Pau, le peloton ne devrait pas connaître de sérieuses difficultés avant une soixantaine de kilomètres après le sprint d'Esquièze-Sère. Ensuite quatre cols sont au programme : celui du Tourmalet (2115m d'altitude, 19km à 7,4%, Hors Catégorie), celui de la Hourquette d'Ancizan (8,2 km à 4,9%, 2e catégorie), celui de Val Louron-Azet (10,7 km à 7,8%, 1ère catégorie) et enfin celui de Peyresourde (7,1 km à 7,8%, 1ère catégorie) puis un final en descente jusqu'à Bagnères-de-Luchon.

## Déroulement de la course
Jusqu'à la fin de la course, certains coureurs se sont peu à peu détachés du groupe des favoris. Au sommet au col de Peyresourde, Christopher Froome, qui n'avait pas encore maillot de leader, surprend les favoris, notamment Nairo Quintana, Romain Bardet ou encore Adam Yates, en accélérant et en descendant à près de 90 km/h.

## Résultats

### Classement de l'étape
| \| Classement de l'étape \| Classement de l'étape \| Classement de l'étape \| Classement de l'étape \| Classement de l'étape \| \| Coureur \| Coureur \| Pays \| Équipe \| Temps \| \| --------------------- \| --------------------- \| --------------------- \| --------------------- \| --------------------- \| \| 1er \| Christopher Froome \| Royaume-Uni \| Team Sky \| 4 h 57 min 33 s \| \| 2e \| Dan Martin \| Irlande \| Etixx-Quick Step \| + 13 s \| \| 3e \| Joaquim Rodríguez \| Espagne \| Katusha \| + 13 s \| \| 4e \| Romain Bardet \| France \| AG2R La Mondiale \| + 13 s \| \| 5e \| Roman Kreuziger \| Tchéquie \| Tinkoff \| + 13 s \| \| 6e \| Fabio Aru \| Italie \| Astana \| + 13 s \| \| 7e \| Adam Yates \| Royaume-Uni \| Orica-BikeExchange \| + 13 s \| \| 8e \| Alejandro Valverde \| Espagne \| Movistar Team \| + 13 s \| \| 9e \| Bauke Mollema \| Pays-Bas \| Trek-Segafredo \| + 13 s \| \| 10e \| Richie Porte \| Australie \| BMC Racing Team \| + 13 s \| |                    |             |                    |                 |
| |                    |             |                    |                 |
| Source : ProCyclingStats |                    |             |                    |                 |
| Classement de l'étape |                    |             |                    |                 |
| Coureur | Coureur            | Pays        | Équipe             | Temps           |
| 1er | Christopher Froome | Royaume-Uni | Team Sky           | 4 h 57 min 33 s |
| 2e | Dan Martin         | Irlande     | Etixx-Quick Step   | + 13 s          |
| 3e | Joaquim Rodríguez  | Espagne     | Katusha            | + 13 s          |
| 4e | Romain Bardet      | France      | AG2R La Mondiale   | + 13 s          |
| 5e | Roman Kreuziger    | Tchéquie    | Tinkoff            | + 13 s          |
| 6e | Fabio Aru          | Italie      | Astana             | + 13 s          |
| 7e | Adam Yates         | Royaume-Uni | Orica-BikeExchange | + 13 s          |
| 8e | Alejandro Valverde | Espagne     | Movistar Team      | + 13 s          |
| 9e | Bauke Mollema      | Pays-Bas    | Trek-Segafredo     | + 13 s          |
| 10e | Richie Porte       | Australie   | BMC Racing Team    | + 13 s          |

### Points attribués
| Sprint intermédiaire Esquièze-Sère (km 67) | Sprint intermédiaire Esquièze-Sère (km 67) | Sprint intermédiaire Esquièze-Sère (km 67) | Sprint intermédiaire Esquièze-Sère (km 67) | Sprint intermédiaire Esquièze-Sère (km 67) |
| ------------------------------------------ | ------------------------------------------ | ------------------------------------------ | ------------------------------------------ | ------------------------------------------ |
|                                            | Coureur                                    | Pays                                       | Équipe                                     | Point(s)                                   |
| 1er                                        | Michael Matthews                           | Australie                                  | Orica-BikeExchange                         | 20                                         |
| 2e                                         | Mikaël Cherel                              | France                                     | AG2R La Mondiale                           | 17                                         |
| 3e                                         | Jasper Stuyven                             | Belgique                                   | Trek-Segafredo                             | 15                                         |
| 4e                                         | Stef Clement                               | Luxembourg                                 | IAM                                        | 13                                         |
| 5e                                         | Paul Voss                                  | Allemagne                                  | Bora-Argon 18                              | 11                                         |
| 6e                                         | Tom Dumoulin                               | Pays-Bas                                   | Giant-Alpecin                              | 10                                         |
| 7e                                         | Dylan van Baarle                           | Belgique                                   | Cannondale-Drapac                          | 9                                          |
| 8e                                         | Romain Sicard                              | France                                     | Direct Énergie                             | 8                                          |
| 9e                                         | Luis León Sánchez                          | Espagne                                    | Astana                                     | 7                                          |
| 10e                                        | Jesús Herrada                              | Espagne                                    | Movistar                                   | 6                                          |
| 11e                                        | Daniel Navarro                             | Espagne                                    | Cofidis                                    | 5                                          |
| 12e                                        | Ilnur Zakarin                              | Russie                                     | Katusha                                    | 4                                          |
| 13e                                        | Wout Poels                                 | Pays-Bas                                   | Sky                                        | 3                                          |
| 14e                                        | Peter Sagan                                | Slovaquie                                  | Tinkoff                                    | 2                                          |
| 15e                                        | Thibaut Pinot                              | France                                     | FDJ                                        | 1                                          |
| modifier                                   |                                            |                                            |                                            |                                            |

| Arrivée d'étape Bagnères-de-Luchon (km 184) | Arrivée d'étape Bagnères-de-Luchon (km 184) | Arrivée d'étape Bagnères-de-Luchon (km 184) | Arrivée d'étape Bagnères-de-Luchon (km 184) | Arrivée d'étape Bagnères-de-Luchon (km 184) |
| ------------------------------------------- | ------------------------------------------- | ------------------------------------------- | ------------------------------------------- | ------------------------------------------- |
|                                             | Coureur                                     | Pays                                        | Équipe                                      | Point(s)                                    |
| 1er                                         | Christopher Froome                          | Royaume-Uni                                 | Sky                                         | 20                                          |
| 2e                                          | Daniel Martin                               | Irlande                                     | Etixx-Quick Step                            | 17                                          |
| 3e                                          | Joaquim Rodríguez                           | Espagne                                     | Katusha                                     | 15                                          |
| 4e                                          | Romain Bardet                               | France                                      | AG2R La Mondiale                            | 13                                          |
| 5e                                          | Roman Kreuziger                             | Tchéquie                                    | Tinkoff                                     | 11                                          |
| 6e                                          | Fabio Aru                                   | Italie                                      | Astana                                      | 10                                          |
| 7e                                          | Adam Yates                                  | Royaume-Uni                                 | Orica-BikeExchange                          | 9                                           |
| 8e                                          | Alejandro Valverde                          | Espagne                                     | Movistar                                    | 8                                           |
| 9e                                          | Bauke Mollema                               | Pays-Bas                                    | Trek-Segafredo                              | 7                                           |
| 10e                                         | Richie Porte                                | Australie                                   | BMC Racing                                  | 6                                           |
| 11e                                         | Nairo Quintana                              | Colombie                                    | Movistar                                    | 5                                           |
| 12e                                         | Tejay van Garderen                          | États-Unis                                  | BMC Racing                                  | 4                                           |
| 13e                                         | Louis Meintjes                              | Afrique du Sud                              | Lampre-Merida                               | 3                                           |
| 14e                                         | Sergio Henao                                | Colombie                                    | Sky                                         | 2                                           |
| 15e                                         | Emanuel Buchmann                            | Allemagne                                   | Bora-Argon 18                               | 1                                           |
| modifier                                    |                                             |                                             |                                             |                                             |

|   | Coureur            | Pays        | Équipe           | Secondes |
| - | ------------------ | ----------- | ---------------- | -------- |
| 1 | Christopher Froome | Royaume-Uni | Sky              | 10 s     |
| 2 | Daniel Martin      | Irlande     | Etixx-Quick Step | 6 s      |
| 3 | Joaquim Rodríguez  | Espagne     | Katusha          | 4 s      |

### Cols et côtes
| Col du Tourmalet - Souvenir Jacques Goddet (km 86) Hors catégorie (19 km à 7,4%) | Col du Tourmalet - Souvenir Jacques Goddet (km 86) Hors catégorie (19 km à 7,4%) | Col du Tourmalet - Souvenir Jacques Goddet (km 86) Hors catégorie (19 km à 7,4%) | Col du Tourmalet - Souvenir Jacques Goddet (km 86) Hors catégorie (19 km à 7,4%) | Col du Tourmalet - Souvenir Jacques Goddet (km 86) Hors catégorie (19 km à 7,4%) |
| -------------------------------------------------------------------------------- | -------------------------------------------------------------------------------- | -------------------------------------------------------------------------------- | -------------------------------------------------------------------------------- | -------------------------------------------------------------------------------- |
|                                                                                  | Coureur                                                                          | Pays                                                                             | Équipe                                                                           | Point(s)                                                                         |
| 1er                                                                              | Thibaut Pinot                                                                    | France                                                                           | FDJ                                                                              | 25                                                                               |
| 2e                                                                               | Rafał Majka                                                                      | Pologne                                                                          | Tinkoff                                                                          | 20                                                                               |
| 3e                                                                               | Tony Martin                                                                      | Allemagne                                                                        | Etixx-Quick Step                                                                 | 16                                                                               |
| 4e                                                                               | Romain Sicard                                                                    | France                                                                           | Direct Énergie                                                                   | 14                                                                               |
| 5e                                                                               | Mikel Landa                                                                      | Espagne                                                                          | Sky                                                                              | 12                                                                               |
| 6e                                                                               | Alejandro Valverde                                                               | Espagne                                                                          | Movistar                                                                         | 10                                                                               |
| 7e                                                                               | Mikel Nieve                                                                      | Espagne                                                                          | Sky                                                                              | 8                                                                                |
| 8e                                                                               | Sergio Henao                                                                     | Colombie                                                                         | Sky                                                                              | 6                                                                                |
| 9e                                                                               | Christopher Froome                                                               | Royaume-Uni                                                                      | Sky                                                                              | 4                                                                                |
| 10e                                                                              | Wout Poels                                                                       | Pays-Bas                                                                         | Sky                                                                              | 2                                                                                |
| modifier                                                                         |                                                                                  |                                                                                  |                                                                                  |                                                                                  |

| Hourquette d'Ancizan (km 120) 2e catégorie (8,2 km à 4,9%) | Hourquette d'Ancizan (km 120) 2e catégorie (8,2 km à 4,9%) | Hourquette d'Ancizan (km 120) 2e catégorie (8,2 km à 4,9%) | Hourquette d'Ancizan (km 120) 2e catégorie (8,2 km à 4,9%) | Hourquette d'Ancizan (km 120) 2e catégorie (8,2 km à 4,9%) |
| ---------------------------------------------------------- | ---------------------------------------------------------- | ---------------------------------------------------------- | ---------------------------------------------------------- | ---------------------------------------------------------- |
|                                                            | Coureur                                                    | Pays                                                       | Équipe                                                     | Point(s)                                                   |
| 1er                                                        | Thibaut Pinot                                              | France                                                     | FDJ                                                        | 5                                                          |
| 2e                                                         | Rafał Majka                                                | Pologne                                                    | Tinkoff                                                    | 3                                                          |
| 3e                                                         | Tony Martin                                                | Allemagne                                                  | Etixx-Quick Step                                           | 2                                                          |
| 4e                                                         | Mikel Landa                                                | Espagne                                                    | Sky                                                        | 1                                                          |
| modifier                                                   |                                                            |                                                            |                                                            |                                                            |

| Col d'Azet (km 148) 1re catégorie (10,7 km à 7,8%) | Col d'Azet (km 148) 1re catégorie (10,7 km à 7,8%) | Col d'Azet (km 148) 1re catégorie (10,7 km à 7,8%) | Col d'Azet (km 148) 1re catégorie (10,7 km à 7,8%) | Col d'Azet (km 148) 1re catégorie (10,7 km à 7,8%) |
| -------------------------------------------------- | -------------------------------------------------- | -------------------------------------------------- | -------------------------------------------------- | -------------------------------------------------- |
|                                                    | Coureur                                            | Pays                                               | Équipe                                             | Point(s)                                           |
| 1er                                                | Wout Poels                                         | Pays-Bas                                           | Sky                                                | 10                                                 |
| 2e                                                 | Christopher Froome                                 | Royaume-Uni                                        | Sky                                                | 8                                                  |
| 3e                                                 | Rafał Majka                                        | Pologne                                            | Tinkoff                                            | 6                                                  |
| 4e                                                 | Sergio Henao                                       | Colombie                                           | Sky                                                | 4                                                  |
| 5e                                                 | Geraint Thomas                                     | Royaume-Uni                                        | Sky                                                | 2                                                  |
| 6e                                                 | Nairo Quintana                                     | Colombie                                           | Movistar                                           | 1                                                  |
| modifier                                           |                                                    |                                                    |                                                    |                                                    |

| Col de Peyresourde (km 168,5) 1re catégorie (7,1 km à 7,8%) | Col de Peyresourde (km 168,5) 1re catégorie (7,1 km à 7,8%) | Col de Peyresourde (km 168,5) 1re catégorie (7,1 km à 7,8%) | Col de Peyresourde (km 168,5) 1re catégorie (7,1 km à 7,8%) | Col de Peyresourde (km 168,5) 1re catégorie (7,1 km à 7,8%) |
| ----------------------------------------------------------- | ----------------------------------------------------------- | ----------------------------------------------------------- | ----------------------------------------------------------- | ----------------------------------------------------------- |
|                                                             | Coureur                                                     | Pays                                                        | Équipe                                                      | Point(s)                                                    |
| 1er                                                         | Christopher Froome                                          | Royaume-Uni                                                 | Sky                                                         | 10                                                          |
| 2e                                                          | Nairo Quintana                                              | Colombie                                                    | Movistar                                                    | 8                                                           |
| 3e                                                          | Sergio Henao                                                | Colombie                                                    | Sky                                                         | 6                                                           |
| 4e                                                          | Richie Porte                                                | Australie                                                   | BMC Racing                                                  | 4                                                           |
| 5e                                                          | Daniel Martin                                               | Irlande                                                     | Etixx-Quick Step                                            | 2                                                           |
| 6e                                                          | Tejay van Garderen                                          | États-Unis                                                  | BMC Racing                                                  | 1                                                           |
| modifier                                                    |                                                             |                                                             |                                                             |                                                             |

## Classements à l'issue de l'étape

### Classement général
| \| Classement général \| Classement général \| Classement général \| Classement général \| Classement général \| \| Coureur \| Coureur \| Pays \| Équipe \| Temps \| \| ------------------ \| ------------------ \| ------------------ \| ------------------ \| ------------------ \| \| 1er \| Christopher Froome \| Royaume-Uni \| Team Sky \| 39 h 13 min 04 s \| \| 2e \| Adam Yates \| Royaume-Uni \| Orica-BikeExchange \| + 16 s \| \| 3e \| Joaquim Rodríguez \| Espagne \| Katusha \| + 16 s \| \| 4e \| Dan Martin \| Irlande \| Etixx-Quick Step \| + 17 s \| \| 5e \| Alejandro Valverde \| Espagne \| Movistar Team \| + 19 s \| \| 6e \| Nairo Quintana \| Colombie \| Movistar Team \| + 23 s \| \| 7e \| Fabio Aru \| Italie \| Astana \| + 23 s \| \| 8e \| Tejay van Garderen \| États-Unis \| BMC Racing Team \| + 23 s \| \| 9e \| Romain Bardet \| France \| AG2R La Mondiale \| + 23 s \| \| 10e \| Bauke Mollema \| Pays-Bas \| Trek-Segafredo \| + 23 s \| |                    |             |                    |                  |
| |                    |             |                    |                  |
| Source : ProCyclingStats |                    |             |                    |                  |
| Classement général |                    |             |                    |                  |
| Coureur | Coureur            | Pays        | Équipe             | Temps            |
| 1er | Christopher Froome | Royaume-Uni | Team Sky           | 39 h 13 min 04 s |
| 2e | Adam Yates         | Royaume-Uni | Orica-BikeExchange | + 16 s           |
| 3e | Joaquim Rodríguez  | Espagne     | Katusha            | + 16 s           |
| 4e | Dan Martin         | Irlande     | Etixx-Quick Step   | + 17 s           |
| 5e | Alejandro Valverde | Espagne     | Movistar Team      | + 19 s           |
| 6e | Nairo Quintana     | Colombie    | Movistar Team      | + 23 s           |
| 7e | Fabio Aru          | Italie      | Astana             | + 23 s           |
| 8e | Tejay van Garderen | États-Unis  | BMC Racing Team    | + 23 s           |
| 9e | Romain Bardet      | France      | AG2R La Mondiale   | + 23 s           |
| 10e | Bauke Mollema      | Pays-Bas    | Trek-Segafredo     | + 23 s           |

### Classement par points
| Classement par points | Classement par points | Classement par points | Classement par points | Classement par points |
| --------------------- | --------------------- | --------------------- | --------------------- | --------------------- |
|                       | Coureur               | Pays                  | Équipe                | Point(s)              |
| 1er                   | Mark Cavendish        | Royaume-Uni           | Dimension Data        | 204 points            |
| 2e                    | Marcel Kittel         | Allemagne             | Etixx-Quick Step      | 182 pts               |
| 3e                    | Peter Sagan           | Slovaquie             | Tinkoff               | 177 pts               |
| 4e                    | Bryan Coquard         | France                | Direct Énergie        | 112 pts               |
| 5e                    | Greg Van Avermaet     | Belgique              | BMC Racing            | 90 pts                |
| 6e                    | André Greipel         | Allemagne             | Lotto-Soudal          | 89 pts                |
| 7e                    | Michael Matthews      | Australie             | Orica-BikeExchange    | 77 pts                |
| 8e                    | Alexander Kristoff    | Norvège               | Katusha               | 74 pts                |
| 9e                    | Edward Theuns         | Belgique              | Trek-Segafredo        | 64 pts                |
| 10e                   | Daniel Martin         | Irlande               | Etixx-Quick Step      | 54 pts                |
| modifier              |                       |                       |                       |                       |

### Classement du meilleur grimpeur
| Classement du meilleur grimpeur | Classement du meilleur grimpeur | Classement du meilleur grimpeur | Classement du meilleur grimpeur | Classement du meilleur grimpeur |
| ------------------------------- | ------------------------------- | ------------------------------- | ------------------------------- | ------------------------------- |
|                                 | Coureur                         | Pays                            | Équipe                          | Point(s)                        |
| 1er                             | Rafał Majka                     | Pologne                         | Tinkoff                         | 31 points                       |
| 2e                              | Thibaut Pinot                   | France                          | FDJ                             | 30 pts                          |
| 3e                              | Christopher Froome              | Royaume-Uni                     | Sky                             | 22 pts                          |
| 4e                              | Tony Martin                     | Allemagne                       | Etixx-Quick Step                | 18 pts                          |
| 5e                              | Sergio Henao                    | Colombie                        | Sky                             | 16 pts                          |
| 6e                              | Romain Sicard                   | France                          | Direct Énergie                  | 14 pts                          |
| 7e                              | Thomas De Gendt                 | Belgique                        | Lotto-Soudal                    | 13 pts                          |
| 8e                              | Greg Van Avermaet               | Belgique                        | BMC Racing                      | 13 pts                          |
| 9e                              | Mikel Landa                     | Espagne                         | Sky                             | 13 pts                          |
| 10e                             | Wout Poels                      | Pays-Bas                        | Sky                             | 12 pts                          |
| modifier                        |                                 |                                 |                                 |                                 |

### Classement du meilleur jeune
| Classement général du meilleur jeune | Classement général du meilleur jeune | Classement général du meilleur jeune | Classement général du meilleur jeune | Classement général du meilleur jeune |
|                                      | Coureur                              | Pays                                 | Équipe                               | Temps                                |
| ------------------------------------ | ------------------------------------ | ------------------------------------ | ------------------------------------ | ------------------------------------ |
| 1er                                  | Adam Yates                           | Royaume-Uni                          | Orica-BikeExchange                   | en 39 h 13 min 20 s                  |
| 2e                                   | Louis Meintjes                       | Afrique du Sud                       | Lampre-Merida                        | + 18 s                               |
| 3e                                   | Warren Barguil                       | France                               | Giant-Alpecin                        | + 1 min 35 s                         |
| 4e                                   | Wilco Kelderman                      | Pays-Bas                             | Lotto NL-Jumbo                       | + 1 min 39 s                         |
| 5e                                   | Emanuel Buchmann                     | Allemagne                            | Bora-Argon 18                        | + 5 min 20 s                         |
| modifier                             |                                      |                                      |                                      |                                      |

### Classement par équipes
| Classement par équipes | Classement par équipes | Classement par équipes | Classement par équipes |
|                        | Équipe                 | Pays                   | Temps                  |
| ---------------------- | ---------------------- | ---------------------- | ---------------------- |
| 1re                    | BMC Racing             | États-Unis             | en 117 h 40 min 16 s   |
| 2e                     | Sky                    | Royaume-Uni            | + 1 min 34 s           |
| 3e                     | Movistar               | Espagne                | + 4 min 54 s           |
| 4e                     | Astana                 | Kazakhstan             | + 7 min 52 s           |
| 5e                     | Tinkoff                | Russie                 | + 15 min 32 s          |
| modifier               |                        |                        |                        |

## Abandon
- 146 -  Michael Mørkøv (Katusha) : abandon